# لقصار (سيدي عيسى)
لقصار هي إحدى مشيخات المملكة المغربية، تتبع جغرافيا لإقليم آسفي وإداريًا لسيدي عيسى. يقدر عدد سكانها بـ 6632 نسمة حسب الإحصاء الرسمي للسكان والسكنى لسنة 2004.